# Johannes Ramsauer (Lehrer)
Johannes Ramsauer (* 28. Mai 1790 in Herisau in der Schweiz; † 15. April 1848 in Oldenburg) war ein Schweizer Schüler Pestalozzis und später selbst Lehrer und Prinzenerzieher im Großherzogtum Oldenburg.

## Leben
Ramsauer entstammte einer Schweizer Kaufmannsfamilie und war der Sohn eines Fabrikbesitzers und Arbeitsmittelhändlers in Herisau im Schweizer Kanton Appenzell Ausserrhoden. Nach dem Tod des Vaters wurde er als sechstes Kind von der Mutter erzogen, die auch das Geschäft weiterführen musste. Insofern war sie gezwungen, ihre Kinder schon frühzeitig bei Geschäftsabwicklungen mitzunehmen und so zog Ramsauer schon als Sechsjähriger mit seinen Geschwistern auf die umliegenden Märkte. Erst mit acht Jahren wurde Ramsauer eingeschult.
In den Wirren der helvetischen Revolution (Einmarsch französischer Truppen 1798) und den folgenden sozialen Problemen sollte Ramsauer, so wie zahlreiche weitere Kinder, aus dem östlichen in das nordwestliche Gebiet der Schweiz geschickt werden, da dort die Lebensverhältnisse stabiler waren. Im Februar 1800 zog Ramsauer daher, allerdings wohl eher auf eigenen Wunsch, als wegen sozialer Missstände, mit einer großen Gruppe von Kindern über Zürich bis nach Schleumen, wo ihn eine Frau von Werth aufnahm, die ihn nach Burgdorf im Kanton Bern in die Hintersassenschule schickte. An dieser Schule unterrichtete zu dieser Zeit Johann Heinrich Pestalozzi. Als dieser noch im gleichen Jahr sein eigenes Institut im Schloss Burgdorf einrichtete und Frau von Werth zur gleichen Zeit in die Stadt Bern übersiedelte, zog Ramsauer zu Pestalozzi nach Burgdorf. Dort blieb er sechzehn Jahre, anfangs als Zögling und „Tischdecker“, d. h. zuständig für diverse Alltagsarbeiten im Internat, später dann als Unterunterlehrer, der Sprachübungen und Übungen im Zeichnen und Rechnen mit Schülern durchführte. Nach nur einem Jahr vertraute Pestalozzi ihm den Unterricht in der Stadtschule an, den er selbst aufgegeben hatte und für den er einen Vertreter stellen musste. Ramsauer, obwohl selbst erst elf Jahre alt, unterrichtete dort dreißig Jungen und Mädchen im Lesen, Schreiben, Tafel zeichnen, Zählen und Rechnen. Acht Monate später übernahm er die unterste Klasse in Pestalozzis Burgdorfer Institut. Als 1804 der Kanton Bern das Burgdorfer Schloss als Verwaltungsgebäude beanspruchte, zog Pestalozzi mit Lehrern und Schülern nach Münchenbuchsee, wo sie auf dem Gut von Philipp Emanuel von Fellenberg in Hofwil, in dem dieser seinerseits ein Bildungsinstitut unterhielt, Unterkunft fanden. Auch der Aufenthalt dort war nur kurz. Pestalozzi gründete in Yverdon-les-Bains ein neues Institut und holte im Februar 1805 Ramsauer nach. Mit sechzehn Jahren wurde Ramsauer dann bezahlter Unterlehrer, mit zwanzig Jahren Oberlehrer. Von 1812 bis 1814 war er zudem auch Pestalozzis Privatsekretär. Um diesen vielfältigen Aufgaben gewachsen zu sein, bildete sich Ramsauer in dieser Zeit autodidaktisch im Zeichnen, in der Formen-, Körper-, Größen- und Rechenlehre und in der Gymnastik weiter. Dazu lernte er das Buchbinden, Drechseln und weitere praktische, handwerkliche Arbeiten.

### Tätigkeit in Süddeutschland
Nach Querelen und Auseinandersetzungen zwischen Pestalozzi und der Lehrerschaft seines Instituts, verließ Ramsauer im Frühjahr 1816 Yverdon. Er ging zunächst nach Würzburg, wo Friedrich Christian Georg Kapp ein Institut nach Pestalozzis Lehrmethoden gegründet hatte. Ramsauer nahm dort eine Tätigkeit als Lehrer auf. Parallel erteilte er in zwei Adelshäusern der Stadt Privatunterricht und fand noch Zeit, um an der Julius-Maximilians-Universität Würzburg an den Philosophie-Vorlesungen von Johann Jakob Wagner teilzunehmen.
Bereits 1817 verließ Ramsauer Würzburg und übernahm in Stuttgart die Rolle des Prinzenerziehers der beiden Söhne der Königin Katharina von Württemberg aus ihrer ersten Ehe mit dem Prinzen Georg von Oldenburg. Ramsauer konnte durchsetzen, dass die Prinzen gemeinsam mit anderen Kindern in kleinen Gruppen unterrichten konnte. Außerdem wurde er Vorsteher und Lehrer einer neu errichteten Lehr- und Erziehungsanstalt mit drei Jungen- und drei Mädchenklassen in Stuttgart. Als die Königin 1818 eine eigene Schule gründete und Ramsauer an dieses Katharinenstift genannte Institut berief, löste er seine Schule auf. Neben seiner Tätigkeit als Lehrer und Erzieher der Prinzen sowie am Katharinenstift unterrichtete Ramsauer darüber hinaus auch noch an der örtlichen Realschule.

### Wechsel nach Oldenburg
Nach dem Tod der Königin Katharina 1819 und der Wiederverheiratung des württembergischen Königs wurden die Prinzen 1820 auf Wunsch ihres Großvaters, des Großherzogs Peter I., an seinen Hof nach Oldenburg gerufen. Ramsauer schloss sich ihnen im Oktober 1820 an und blieb bis zum Tod des Prinzen Alexander 1829 in seiner Funktion. Ab 1826 unterrichtete er auch die Kinder des Nachfolger Peters I. Großherzog August I., namentlich die Prinzessinnen Amalie, die spätere Königin von Griechenland, Friederike sowie den Erbgroßherzog Nikolaus Friedrich Peter. Weiterhin betrieb Ramsauer eine 1821 eröffnete Privatschule für Mädchen in Oldenburg. 1839 gab er diese auf, da er in das Kollegium einer privaten Mädchenschule berufen wurde, die sein ehemaliger Zögling, Prinz Peter, 1836 mit Hilfe eines von ihm selbst gestifteten Fonds gegründet hatte. Die Schule stand unter der Schirmherrschaft der Großherzogin Cäcilie. 1867 ging die heutige Cäcilienschule als erste öffentliche Mädchenschule im Großherzogtum Oldenburg aus diesem Institut hervor. Seine Tätigkeit an dieser Schule führte er bis zu seinem Lebensende aus.
Ramsauer stand geistig dem Pietismus sowie der Erweckungsbewegung nahe, zu deren Vertretern in Bremen er auch persönliche Kontakte unter hielt.

### Familie
Ramsauer heiratete im Oktober 1817 Wilhelmine geb. Schultheß (1795–1874). Seine Frau war von 1812 bis 1814 ebenfalls an Pestalozzis Töchterinstitut in Yverdon tätig. Sie war die dritte Tochter des Züricher Diakons Johann Georg Schulthess (1758–1802) und war außerdem weitläufig mit der Frau Pestalozzis verwandt. Der Ehe entstammten vierzehn Kinder (sieben Jungen und sieben Mädchen). Johanna (1823–1911) wurde von Prinz Peter zur Erziehung seiner Töchter nach Russland geholt, Elise (1821–1882) heiratete den Missionar Bultmann in Sierra Leone. Drei der Söhne, Carl (1818–1883), Otto (1828–1856) und Johannes (1832–1918) wurden Pfarrer (Johannes später Oberkirchenrat), Gottfried (1827–1904) wurde Oberschulrat und Peter Rechtsanwalt. Das Familienleben war stark christlich-pietistisch geprägt.

### Werke
Ramsauer verfasste einige pädagogische Schriften, sein Hauptaugenmerk lag allerdings eher in der praktischen Umsetzung der Ideen Pestalozzis. Unter anderem zeigen seine Veröffentlichungen, dass er die von Pestalozzi übernommenen Prinzipien Anschaulichkeit, Naturgemäßheit und Selbständigkeit im Bereich seiner Zeichnungslehre und für den Unterricht in der Geometrie konkretisieren wollte und dabei, wie andere Pestalozzi-Schüler, systematischer, konsequenter und präziser vorging als Pestalozzi selbst. Sein Buch der Mütter, anlässlich des 100. Geburtstag Pestalozzis veröffentlicht und mit einem Buchtitel Pestalozzis versehen, ist eine Anweisung für die sinnvolle Vorbereitung von 3–6-jährigen Kindern auf die Schule und für Überlegungen zur pädagogischen Arbeit mit Vorschulkindern auch heute noch lesenswert.
- Zeichnungslehre, Maß- und Körperlehre oder die Elemente der Geometrie, methodisch bearbeitet. Stuttgart 1826.
- Kurze Skizze meines pädagogischen Lebens mit besonderer Rücksicht auf Pestalozzi und seine Anstalten. Oldenburg 1838. 2. Auflage: 1880.
- Buch der Mütter. Die Liebe in Erziehung und Unterricht, ein Büchlein für Eltern und Lehrer, namentlich auch für Mütter aus gebildeten Ständen. Elberfeld 1846.
- Memorabilien. Veröffentlicht in: Pestalozzische Blätter. Hg. von Friedrich Ludwig Zahn und Johannes Ramsauer. 1. Heft. Elberfeld 1846.